# Michy Reincke
Michael „Michy“ Reincke (* 3. Oktober 1959 in Hamburg) ist ein deutscher Popsänger und Musiker. Er lebt in Hamburg-Barmbek und seit einigen Jahren in seiner Wahlheimat Andalusien.

## Karriere
Als 16-Jähriger reiste Michy Reincke durch Europa und spielte in den Fußgängerzonen Songs seines Idols Bob Dylan. Er studierte Germanistik, Anglistik und Psychologie. 1984 gründete er die Band Felix de Luxe, für die er unter anderem deren bekannteste Stücke Taxi nach Paris und Nächte übers Eis komponierte, textete und sang.
Nach der Trennung von Felix de Luxe im Jahre 1988 schrieb Reincke beständig weiter und veröffentlichte als Solo-Künstler regelmäßig Alben. Sein erster Solo-Erfolg Valérie, Valérie vom Album Paris (1991) hielt sich ein ganzes Jahr in den Top 50 der Airplay Charts. 1992 nahm Reincke als erster Musiker eine deutschsprachige Version eines Prince-Titels auf; seine Version Ich bin nicht Dein Mann basiert auf dem Song I Could Never Take the Place of Your Man vom Album Sign "☮" the Times. Reincke veröffentlichte dann die Alben Rintintin (1992), Das böse Glück (1993), Tonstrom (1999), Seeler (2002), Album (2003) und Mach dein Herz laut (2004).
Es schlossen sich die Alben Jetzt ist schön (2009) und Palais Salam (2010) an. 2011 erschien das Album Der Name kommt mir nicht bekannt vor, das erste Werk einer Trilogie, das er selbst als Statement beschrieb und das ihm nicht nur medial viel Beachtung und Lob einbrachte.
2014 erschien mit Hatte ich dich nicht gebeten im Auto zu warten der zweite Teil der Trilogie. Das im Juni 2016 veröffentlichte Album Sie haben den Falschen komplettierte die Reihe. Wie schon bei den beiden Vorgängern ist auch hier das Gesicht des Künstlers nicht zu sehen; er steht mit gesenktem Kopf und Hut in einer kargen Landschaft vor einem See. Das Hamburger Abendblatt betitelte Michy Reincke daher als den „Clint Eastwood von Barmbek-Süd“.
Reincke gründete den Musikverlag und das in Hamburg ansässige Musiklabel RINTINTIN Musik und ebnete u. a. Künstlern wie Katharina Vogel, Anna Depenbusch, Wolfgang Müller, den Weltmusik-Preisträgerinnen Fjarill, Regy Clasen und Der Fall Böse den Weg ins Musikgeschäft.
Als Produzent und Musikverleger engagierte er sich für den Künstler Stefan Gwildis (mit dem er seit der Schulzeit eng befreundet ist) und ist ebenfalls als Texter seiner Chart-Alben bekannt. Außerdem engagierte er sich für The Land und Die Strombolis und hat Musik für Theater (unter anderem Fracasse) und Film (unter anderem Der tote Taucher im Wald) geschrieben und produziert. Er verlegte die frühen Werke von Heinz Strunk, der in seiner Band von 1989 bis 2001 Saxophon spielte.
Reincke setzt sich für den musikalischen Nachwuchs und eine verbesserte Stellung deutschsprachiger Popmusik ein.
Zusammen mit Yvonne Paulien und Hasko Witte organisiert und präsentiert er ehrenamtlich die Veranstaltungsreihe Lausch Lounge. Die erste Lausch Lounge fand 2004 in Hamburg statt, seither findet die Lausch Lounge in regelmäßigen Abständen in verschiedenen Veranstaltungshäusern Norddeutschlands ein Zuhause. Ziel war und ist es, die Vielseitigkeit und die Qualität der Hamburger und norddeutschen Musikszene jenseits von Quantitäten und Charterfolgen zu beleuchten und das Publikum dazu anzuregen, über den Tellerrand zu schauen. Die Veranstaltung wird von ihm selbst moderiert.
Hier hatte Annett Louisan ihren allerersten Auftritt vor Publikum. Außerdem waren in der Lausch Lounge bereits Künstler wie Olli Schulz, BOY, Gisbert zu Knyphausen, Nils Koppruch, Alin Coen, Pohlmann, Niels Frevert, Cäthe, Graziella Schazad, Pascal Finkenauer und Johannes Oerding zu Gast. Alle Einkünfte der Veranstaltungen werden unter den beteiligten Künstlern aufgeteilt.

## Auszeichnungen und Ehrungen
- 2006 wurde Taxi nach Paris von den TV-Zuschauern des Norddeutschen Rundfunks zum „größten Hit des Nordens“ gewählt.
- Zu Reinckes 50. Geburtstag wurde ihm als besonderes Geschenk seiner Fans offiziell eine Felsenbirne am Fährdamm im Hamburger Alsterpark gepflanzt.
- 2013 landete Reincke in einer großen TV-Umfrage erneut auf den vordersten Plätzen der „beliebtesten Popmusiker Norddeutschlands“.

## Diskografie (Alben)

### Michy Reincke
- 1991: Paris
- 1992: Rintintin
- 1993: Das böse Glück
- 1999: Tonstrom
- 2002: Seeler
- 2003: Album (Best-of-Album)
- 2004: Mach dein Herz laut
- 2009: Jetzt ist schön
- 2010: Palais Salam
- 2011: Der Name kommt mir nicht bekannt vor
- 2014: Hatte ich dich nicht gebeten im Auto zu warten
- 2016: Sie haben den Falschen
- 2018: ? !

### Felix de Luxe
- 1984: Felix de Luxe
- 1985: Die Tricks des Glücks
- 1987: Männer wie wir
- 2000: Das Beste von Felix de Luxe

Eine umfassende Diskografie dazu ist im Artikel Felix de Luxe zu finden.

### Scarlet Lilac
- 1979: Scarlet Lilac